# Trambouzan
Der Trambouzan ist ein Fluss in Frankreich, der in der Region Auvergne-Rhône-Alpes verläuft. Er entspringt im Gemeindegebiet von Sevelinges, entwässert Richtung Südwest und West durch ein dünn besiedeltes Gebiet und mündet nach rund 22 Kilometern knapp nordöstlich von Roanne, an der Gemeindegrenze von Perreux und Vougy, als rechter Nebenfluss in die Loire. Auf seinem Weg durchquert der Trambouzan das Département Loire und berührt auf einer Strecke von einigen hundert Metern auch das benachbarte Département Rhône.

## Orte am Fluss
- La Gresle